# Liste der Monuments historiques in Clayes
Die Liste der Monuments historiques in Clayes führt die Monuments historiques in der französischen Gemeinde Clayes auf.

## Liste der Bauwerke
| Bezeichnung | Beschreibung | Standort | Kennzeichnung | Schutzstatus | Datum | Bild           |
| ----------- | ------------ | -------- | ------------- | ------------ | ----- | -------------- |
| Schloss     |              | (Lage)   | PA00090533    | Inscrit      | 1965  |                |
| Calvaire    |              | (Lage)   | PA00090534    | Classé       | 1907  | weitere Bilder |

## Liste der Objekte
- Monuments historiques (Objekte) in Clayes in der Base Palissy des französischen Kultusministeriums